# Barraquismo en Montjuic

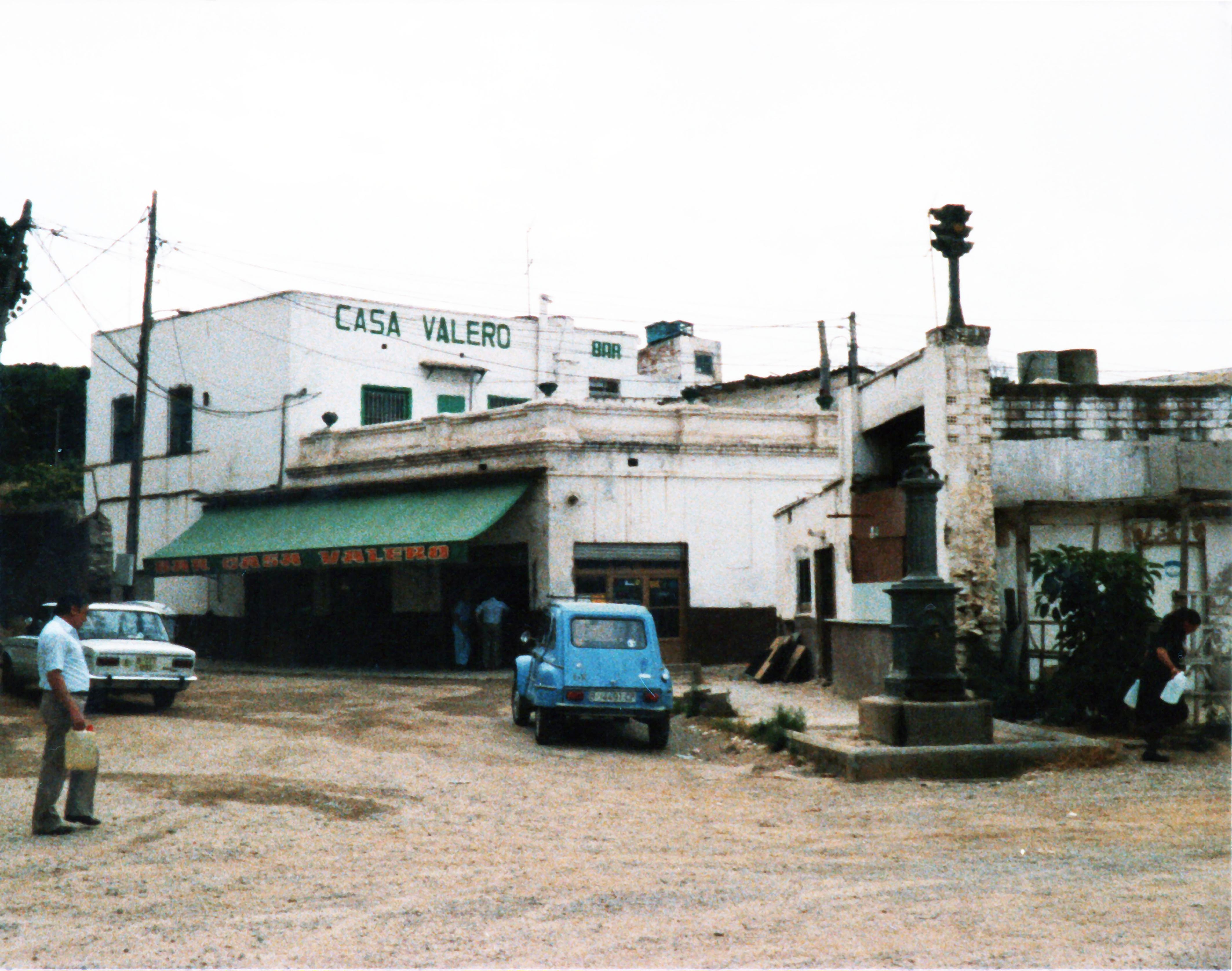
bar de Can Valero en 1987

La montaña de Montjuic fue durante siglos un espacio en el que vivían las clases más pobres de la ciudad, que no tenían otra alternativa que construirse una barraca. Durante la primera mitad del siglo XX se desarrolló en la montaña el núcleo más importante de barracas de la ciudad, con cerca de 6090 chozas y 30.000 habitantes en la década de 1950.

## Historia

### sigloXVIIIyXIX
Durante siglos Montjuic fue principalmente una zona agrícola con masías, como Can Cervera o el Mas del Gavilán. La extracción de piedra de las canteras ha sido la segunda actividad importante de la montaña, que ha proporcionado el material de construcción para buena parte de los edificios de la ciudad como la Sagrada Familia o la casa Milà. En tercer lugar, Montjuic ha sido también un lugar de encuentro y ocio popular para los barceloneses, tanto por los espacios al aire libre como por las fuentes públicas (Font del Gat, Font d'en Conna, Font Trobada, Font dels Tres Pins, etc), así como por las ermitas (Santa Madrona, San Bertrán, San Julián) y las romerías y procesiones que se celebraban en ellas. También ha sido un lugar de paso, territorio de arrieros que iban y venían de la ciudad y paraban a tomar un bocado en alguna de las tabernas de la montaña donde hacían abrevar a los caballos. Por otro lado el parque ha sido siempre un espacio al margen de la ciudad, donde se hacían actividades que estaban prohibidas en la ciudad o que la autoridad había expulsado de Barcelona pero toleraba en Montjuic.
En 1714, tras la caída de Barcelona durante la guerra de sucesión, la montaña pasó a estar bajo jurisdicción militar y el nuevo gobierno borbónico amplió el castillo y construyó el polvorín. Sin embargo, aunque la nueva jurisdicción no limitó las actividades que se hacían históricamente -las agrícolas, las canteras, las fontadas, verbenas y romerías- si que se prohibió o limitó mucho la construcción de edificios estables que pudieran servir como parapeto para una fuerza militar que quisiera atacar al castillo. Esta prohibición se fue levantando de forma gradual entre 1840 y 1868 aunque no impidió que se construyeran numerosas tabernas y barracas
A los pies de la montaña, cerca de las Atarazanas Reales y las Huertas de Sant Bertran, surgió en el siglo XIX una zona conocida como la Tierra Negra, que recibió el nombre por una carbonera. La miseria de la población, el barraquismo y el hecho de que se practicara la prostitución dieron mala fama al lugar.
El fenómeno del barraquismo en Montjuic está documentado desde 1870, aunque probablemente ya se diera con anterioridad. No fue hasta  principios del siglo XX que el ayuntamiento empezó a preocuparse por las condiciones de vida de sus habitantes, aunque a menudo se trataba de una preocupación moral: la masificación y la suciedad podían favorecer que se hiciera algo inmoral.

### Primera mitad delsigloXX
En la década de 1910 se elaboraron los primeros censos de barracas en la ciudad, buena parte de las cuales se encontraban en Montjuic, aunque también en la playa (Somorrostro, Pekín) y otros lugares de la ciudad. En 1914 la zona de la montaña ya contaba con unas 800 barracas, que aumentaron a 2500 en 1922. La llegada masiva de inmigrantes -sobre todo murcianos, aragoneses, valencianos y andaluces- en la década de 1920, la falta de vivienda asequible y, sobre todo, la especulación de los promotores inmobiliarios, hicieron multiplicar el número de barracas.
En las décadas de 1920 y 1930 se habían construido muchas barracas y casetas de veraneo rodeadas de huertos. Se trataba de menestrales, de Barcelona y los municipios de los alrededores, que alquilaban una pieza de terreno y se hacían una casita y un huerto para pasar los fines de semana. Muchos alquilaban su pequeña parcela en las empresas propietarias de las canteras de la montaña, sobre todo en Fomento de Obras y Construcciones. Con la llegada masiva de inmigrantes, muchos de los inquilinos optaron por arrendar una parte de su huerto, a pesar de no ser propietarios, para que se construyeran una barraca, ante la falta de viviendas dignas en la ciudad.
En 1928 el ayuntamiento y el Patronato Municipal de la Vivienda empezaron la construcción de cuatro polígonos de casas baratas: Bon Pastor, Barón de Vivero, Eduard Aunós y Can Peguera -entonces llamado Ramón Albó-. Los nuevos polígonos debían acoger a chabolistas de Montjuïc y Sant Antoni, donde debía celebrarse la Exposición Internacional en 1929. La política social del nuevo ayuntamiento republicano a partir de 1931 hizo reducir, de nuevo el número de barracas a 1400 en el conjunto de la ciudad en 1933. Los principales núcleos chabolistas en Montjuïc se encontraban alrededor de Can Tunis -y La Farola, en la Marina- y en Magòria, el actual barrio de la Font de la Guatlla. Sin embargo, muchos obreros seguían viviendo en viviendas pequeñas, en pasillos, y, a menudo compartiendo piso con otras familias.
La auténtica explosión del barraquismo se dio entre las décadas de 1940 y 1950 y aún aumentó más hasta 1960. Como en la década de 1920 la llegada masiva de inmigrantes del sur y oeste del estado se topó con la falta de una política de construcción de vivienda pública y el interés de los promotores inmobiliarios que sólo estaban interesados en construir vivienda para las nuevas élites de la ciudad.

### Segunda mitad delsigloXX
La población que vivía en barracas en el distrito de Sants-Montjuïc pasó del 1,7% en 1940 al 10,5% en 1950. Aquel año se contabilizaron hasta 4000 barracas sólo en Montjuic, repartidas en tres grandes zonas: la vertiente norte, alrededor del Poble-sec (La Vinyeta, Maricel); Can Valero, en el centro de la montaña, y la vertiente sur, en Can Tunis. Can Valero fue el núcleo que más creció en la década de 1950.
En 1950 el número de barracas alrededor de la montaña sobrepasó claramente las 6000, con unos 30.000 habitantes. El núcleo más importante era Can Valero, conocido así por el bar que había fundado en 1929 Valero Lecha, que se hizo famoso por los bocadillos de butifarra que servían. Los barrios se fueron configurando a lo largo de los antiguos caminos rurales y con nombres y fisonomía propia: Valero Grande, Pequeño Valero, El Labrador, El Pancho, Tres Pinos, Las Banderas, La Fosa, L'Animeta. Buena parte de los habitantes de las barracas eran inmigrantes recientes en la ciudad, sobre todo andaluces -de Almería, Jaén, Granada y Córdoba-, aragoneses, murcianos, extremeños, castellanos, valencianos, además de catalanes, que representaban el 14% de la población barraquista.
En la década de 1950 el ayuntamiento empezó una política de construcción de vivienda pública y asequible. Un ejemplo es el barrio del Polvorí, construido entre 1950 y 1952, siendo uno de los primeros de polígonos de titularidad pública construidos en Barcelona durante el franquismo.  Aunque el diseño urbanístico del barrio era bueno la calidad de los materiales, el aislamiento del nuevo polígono y la falta de acabados -no se asfaltaron las calles ni se plantó arbolado-, hizo empeorar el resultado final, como ocurrió en muchos de los primeros polígonos públicos que se construyeron. Buena parte de los bloques originales del barrio han sido derribados y reconstruidos desde 2010, por el estado de degradación en el que se encontraban.
Tampoco funcionó la creación del Servicio de Erradicación del Barraquismo, ni las políticas represivas contra la llegada de inmigrantes a la ciudad. En 1964 se derribó todo un núcleo de barracas, el de Maricel, para construir el nuevo Parque de Atracciones de Montjuic . El ritmo de construcción del parque y las prisas marcaron el realojamiento de las familias en el nuevo polígono sudoeste del Besòs. Es así que el gobierno tuvo que impulsar iniciativas de mayor alcance, como la construcción de grandes polígonos de viviendas y el favorecimiento de la iniciativa privada con colaboración de las instituciones públicas, a través del Plan de Urgencia Social de 1957.
Muchos de los vecinos fueron realojados en los polígonos de Sant Cosme, en El Prat de Llobregat, Sant Roc, en Badalona, en la Mina, en Sant Adrià de Besòs, Canyelles, en Barcelona, o en Camps Blancs, en Sant Boi de Llobregat, lejos de Montjuic. La lucha de los barraquistas que había empezado por conseguir mejoras en Montjuic -como el acceso a agua, electricidad o servicios públicos básicos- continuó una vez realojados, para la mejora del nuevo piso, a menudo de peor calidad que la barraca de donde habían sido expulsados. Fruto de esta lucha surgieron organizaciones como la asociación de vecinos La Unión de Campos Blancos.
Las últimas barracas de Montjuic se derribaron en el año 1987, poco antes de los juegos olímpicos de 1992. A principios de la década de 1980 todavía vivían veinte familias en Can Valero que se oponían a marcharse. La mayoría eran inquilinos, pero también algunas eran propietarias del terreno. Los últimos vecinos fueron desalojados entre 1986 y 1987 durante las obras del nuevo eslabón olímpico. Hoy sólo una pequeña calle recuerda a Can Valero.
En 2017 el ayuntamiento de Barcelona colocó varias placas en recuerdo a los núcleos de barracas en diferentes puntos de la ciudad, y también en Montjuic, tanto en Can Valero como en la Vinyeta, en el Poble-sec. En enero del año 2020 se inauguró la exposición Vivir en Montjuïc, en el castillo de Montjuic. Hoy, el barraquismo sigue estando presente en otros lugares de Barcelona.

## Construcción de las barracas
La construcción de una barraca era a menudo la única opción para encontrar vivienda en la ciudad para los inmigrantes que llegaban a Barcelona. La llegada masiva de personas migrantes a la ciudad, huyendo de la miseria y el hambre de las zonas rurales, se topó con la falta de políticas de vivienda asequible por parte del ayuntamiento y la inactividad de las empresas constructoras. De hecho, algunos políticos y arquitectos decían que la culpa de la falta de viviendas era de las personas migrantes y proponían incluso prohibir la entrada de inmigrantes ilegales en la ciudad -aquellos que a su llegada no tenían uno domicilio, puesto de trabajo o familiares en Barcelona-. Además, algunas familias preferían construirse una choza a vivir en pisos que, a menudo, eran de una calidad muy deficiente: paredes sin rebozar, sin agua ni electricidad y conviviendo con otra familia. La barraca, en cambio, permitía una gran flexibilidad y se podía ir agrandando y rehaciendo según las necesidades.
Según Amador Ferrer, la construcción de una barraca era la solución inmediata, flexible y económicamente asequible para muchos de los que llegaban a la ciudad de forma precaria. Permitía conseguir un espacio que se adaptara a las necesidades de cada momento, y a menudo con condiciones mucho mejores (más luz y ventilación) que en los degradados pisos de la periferia, a pesar de las muchas carencias.
A menudo eran los propios empleados municipales quienes proponían a los recién llegados construirse una barraca como el caso de los empleados de la Renfe, quienes empezaron a vender -sin ser propietarios- los terrenos del lado de las vías de la Sagrera, que acabaron formando el núcleo de la Perona. Pese a los discursos oficiales de la década de la autarquía contraria a la llegada de inmigrantes y la construcción de las barracas, el barraquismo surgió con la connivencia de las autoridades, que tenían un doble discurso.

## Condiciones de vida
Las condiciones de vida en las barracas eran muy duras. A la falta de electricidad y agua, que a menudo se iba a ir a una fuente lejos de la barraca, se sumaba la falta de espacio y la fragilidad de la construcción (inundaciones en días de lluvia, frío, etc.) ) y el miedo a que los funcionarios municipales del Servicio de Erradicación del Barraquismo, creado por el ayuntamiento en el año 1949, derribaran la barraca.
Los vecinos de los núcleos de Montjuic se organizaron ante la desidia de las instituciones abriendo bares, creando grupos de música, grupos scouts, bailes, una biblioteca, llegando incluso a editar un pequeño diario: La Voz de la Montaña. La solidaridad y organización entre vecinos fueron importantes para reivindicar y conseguir mejorías para el vecindario.